# Jordan Williams
Jordan Williams (Torrington, 11 ottobre 1990) è un ex cestista statunitense, professionista nella NBA e in Europa.

## Carriera
È stato selezionato dai New Jersey Nets al secondo giro del Draft NBA 2011 (36ª scelta assoluta).